# Britta Holthaus
Britta Holthaus (Essen, 25 de enero de 1979) es una deportista alemana que compitió en remo.
Ganó tres medallas en el Campeonato Mundial de Remo entre los años 2001 y 2003. Participó en los Juegos Olímpicos de Atenas 2004, ocupando el quinto lugar en la prueba de ocho con timonel.

## Palmarés internacional
| Campeonato Mundial | Campeonato Mundial | Campeonato Mundial | Campeonato Mundial |
| Año                | Lugar              | Medalla            | Prueba             |
| ------------------ | ------------------ | ------------------ | ------------------ |
| 2001               | Lucerna (Suiza)    | Medalla de bronce  | Ocho con timonel   |
| 2002               | Sevilla (España)   | Medalla de bronce  | Ocho con timonel   |
| 2003               | Milán (Italia)     | Medalla de oro     | Ocho con timonel   |